# كاني جيني (سقز)
قرية كاني جَيني (بالكردية: کانی جەژنی) هي إحدى القرى التابعة لـسرا في ريف قسم مركزي من مقاطعة سقز، في محافظة كردستان الإيرانية.

## السكان
حسب إحصاءات سنة 2006، بلغ إجمالي السكان في كاني جَيني 169 نسمة وعدد المساكن 34 مسكن. لغة سكان كاني جَيني هي اللغة الكردية و هم من أهل السنة والجماعة والمذهب الشافعي.